# 森の台
森の台（もりのだい）は神奈川県横浜市緑区の町名。丁番を持たない単独町名である。住居表示実施済み区域。

## 地理
緑区の中央部に位置し、東半分は寺山町、西半分は台村町と接している。

### 地価
住宅地の地価は、2025年（令和7年）1月1日の公示地価によれば、森の台25-6の地点で22万円/m²となっている。

## 歴史
台村町と寺山町の一部であった現在の森の台地区は、起伏に富む丘陵地のほとんどが雑木林によって占められ、谷戸の一部が水田と住宅地になっていた。1970年（昭和45年）から土地買収が始まり、地権者に無断で造成工事も行われたが、用地買収は頓挫し、土砂流出が危惧される状態で土地が残されてしまった。そこで1972年（昭和47年）に当時の台村町内会長を中心に土地区画整理事業の認可に動き出したが、進入路問題を解決できず1977年（昭和52年）に事業は中断した。
地権者らは1978年（昭和53年）に横浜市住宅供給公社に開発を依頼し、これを受けて公社は1982年（昭和57年）に基本計画を策定した。1984年（昭和59年）には進入路問題も解決し、1985年（昭和60年）に台村寺山地区開発促進協議会が発足する。
1990年（平成2年）には台村寺山土地区画整理組合の設立が横浜市長から認可され、組合は横浜市住宅供給公社に業務を委託する。公社が土地区画整理事業を受託するのは初めてのケースであった。1991年（平成3年）には造成工事が開始され、1998年（平成10年）2月7日、造成工事の竣工を祝う「森の台街びらき式」が開催され1,000人を超える参加者があった。

### 地名の由来
「森の台」の名は、豊かな森に囲まれた街を願って名付けられた。

### 沿革
- 1998年（平成10年）2月16日 - 住居表示の実施に伴い、台村町、寺山町の各一部から森の台を新規設置[8]。

## 世帯数と人口
2025年（令和7年）6月30日現在（横浜市発表）の世帯数と人口は以下の通りである。
| 町丁   | 世帯数    | 人口    |
| ------ | --------- | ------- |
| 森の台 | 1,597世帯 | 4,270人 |

### 人口の変遷
国勢調査による人口の推移。
| 年                 | 人口  |
| ------------------ | ----- |
| 2000年（平成12年） | 1,348 |
| 2005年（平成17年） | 3,019 |
| 2010年（平成22年） | 4,354 |
| 2015年（平成27年） | 4,475 |
| 2020年（令和2年）  | 4,386 |

### 世帯数の変遷
国勢調査による世帯数の推移。
| 年                 | 世帯数 |
| ------------------ | ------ |
| 2000年（平成12年） | 457    |
| 2005年（平成17年） | 975    |
| 2010年（平成22年） | 1,388  |
| 2015年（平成27年） | 1,434  |
| 2020年（令和2年）  | 1,475  |

## 学区
市立小・中学校に通う場合、学区は以下の通りとなる（2024年11月時点）。
| 番地 | 小学校               | 中学校             |
| ---- | -------------------- | ------------------ |
| 全域 | 横浜市立森の台小学校 | 横浜市立中山中学校 |

## 事業所
2021年（令和3年）現在の経済センサス調査による事業所数と従業員数は以下の通りである。
| 町丁   | 事業所数 | 従業員数 |
| ------ | -------- | -------- |
| 森の台 | 16事業所 | 191人    |

### 事業者数の変遷
経済センサスによる事業所数の推移。
| 年                 | 事業者数 |
| ------------------ | -------- |
| 2016年（平成28年） | 14       |
| 2021年（令和3年）  | 16       |

### 従業員数の変遷
経済センサスによる従業員数の推移。
| 年                 | 従業員数 |
| ------------------ | -------- |
| 2016年（平成28年） | 166      |
| 2021年（令和3年）  | 191      |

## 交通

### バス
- 横浜市営バス 240系統 中山駅前行

## 施設
- 横浜市立森の台小学校
- クリエイトSD 緑森の台店[17]

## その他

### 日本郵便
- 郵便番号 : 226-0029[3]（集配局：緑郵便局）[18]）

### 警察
町内の警察の管轄区域は以下の通りである。
| 番・番地等 | 警察署   | 交番・駐在所 |
| ---------- | -------- | ------------ |
| 全域       | 緑警察署 | 中山駅前交番 |